# Ray Dalio
Ray Dalio (New York, 8 augustus 1949) is een Amerikaans investeerder, auteur en filantroop.
Hij is oprichter en Co-Chief Investment Officer van een van de grootste hefboomfondsen van de wereld, Bridgewater Associates.

## Vroege leven
Dalio werd geboren in Jackson Heights (New York) in 1949. Zijn vader, Marino Dalio, was jazzmuzikant en zijn moeder, Ann Dalio, huisvrouw. Hij groeide op in een middenklasse omgeving in Long Island. Reeds op zijn twaalfde, nadat hij erover gehoord had tijdens een baantje op een golfclub, begon Dalio in aandelen te investeren. Hij studeerde aan het C.W. Post College van de Long Island University. In 1973 behaalde hij een MBA aan de Harvard Business School.

## Carrière
Als student Dalio werkte tijdens de zomervakantie van 1971 als klerk op de New York Stock Exchange en tijdens die van 1972 als grondstoffenhandelaar voor Merrill Lynch. In 1975 richtte hij in zijn appartement in New York de investeringsmaatschappij Bridgewater Associates op. In 1985 kreeg de onderneming het pensioenfonds van de Wereldbank onder haar hoede en in 1989 dat van Kodak. In 1991 werd het hefboomfonds Pure Alpha binnen de investeringsmaatschappij opgericht. Bridgewater Associates groeide en werd in 2013 het grootste hefboomfonds van de wereld. De onderneming werkt vooral voor institutionele klanten zoals publieke en private pensioenfondsen en sovereign wealth funds.
In 2018 gaf Dalio een deel van Bridgewater Associates in handen van zijn werknemers in de hoop dat de onderneming hem overleeft.
Dalio neemt deel aan het publieke debat via klassieke financiële media zoals CNBC, Bloomberg en The Wall Street Journal maar ook via de sociale media. Hoewel hij het kapitalisme genegen is vindt hij dat de inkomensongelijkheid te groot is geworden en hervormingen nodig zijn. Hij schreef zijn visie daarover neer in Why and How Capitalism Needs to Be Reformed.
Om te investeren in de toekomst bestudeert Dalio het verleden. Hij houdt hierbij rekening met drie belangrijke krachten die de economie drijven: de groei van de productiviteit, de korte termijn schuldencyclus en de lange termijn schuldencyclus. Volgens Dalio zijn er talrijke aanwijzingen dat de wereld zich op het einde van een lange schuldencyclus bevindt. In het verleden ging het einde van die cyclus gepaard met het veranderen van reservemunt en het einde van de macht en rijkdom van het land dat de munt uitgeeft.

## Trivia
Dalio doet reeds decennia aan transcendente meditatie.
Hij tekende The Giving Pledge en richtte hiervoor de stichting The Ray Dalio Foundation op. De stichting richt zich vooral op onderwijs en microfinanciering.